# Далькурд
«Далькурд» ФФ (швед. Dalkurd Fotbollsförening) — шведський футбольний клуб із міста Бурленге. З 2018 року команда базується в місті Уппсала, а матчі проводить на стадіоні міста Євле.

## Історія
Заснований 26 вересня 2004 року курдськими емігрантами. 
Протягом 5 сезонів з 2005 по 2009 роки ставав переможцем своїх груп і переходив у вищі дивізіони — з дивізіону 6 до дивізіону 1 (3-тя за рівнем ліга). У сезонах 2016 та 2017 років виступав у 2-й лізі Супереттан, де займав спершу 4-те, а потім 2-ге місця і кваліфікувався до Аллсвенскан.
Провів у Аллсвенскан 1 сезон (2018): зіграв 30 матчів, у яких здобув 6 перемог, 6 нічиїх і 18 поразки, різниця м'ячів 30-57.

## Досягнення
Аллсвенскан:
- 15-те місце (1): 2018.

Супереттан:
- 2-ге місце (1): 2017.

## Сезони в чемпіонаті Швеції
| \| Сезон \| Рівень \| Ліга \| Підгрупа \| Місце \| Примітки \| \| ----- \| ------ \| ----------- \| ------------------ \| ----- \| ---------------------------------- \| \| 2005 \| 7 \| Дивізіон 6 \| Центральна Даларна \| 1 \| Підвищився \| \| 2006* \| 7 \| Дивізіон 5 \| Південна Даларна \| 1 \| Підвищився \| \| 2007 \| 6 \| Дивізіон 4 \| Даларна \| 1 \| Підвищився \| \| 2008 \| 5 \| Дивізіон 3 \| Південний Норрланд \| 1 \| Підвищився \| \| 2009 \| 4 \| Дивізіон 2 \| Північний Свеаланд \| 1 \| Підвищився \| \| 2010 \| 3 \| Дивізіон 1 \| Північ \| 6 \| \| \| 2011 \| 3 \| Дивізіон 1 \| Північ \| 4 \| \| \| 2012 \| 3 \| Дивізіон 1 \| Північ \| 8 \| \| \| 2013 \| 3 \| Дивізіон 1 \| Північ \| 2 \| Плей-оф на підвищення \| \| 2014 \| 3 \| Дивізіон 1 \| Північ \| 3 \| \| \| 2015 \| 3 \| Дивізіон 1 \| Північ \| 1 \| Підвищився \| \| 2016 \| 2 \| Супереттан \| \| 4 \| \| \| 2017 \| 2 \| Супереттан \| \| 2 \| Підвищився \| \| 2018 \| 1 \| Аллсвенскан \| \| 15 \| Вибув \| \| 2019 \| 2 \| Супереттан \| \| 8 \| \| \| 2020 \| 2 \| Супереттан \| \| 14 \| Плей-оф на вибування - Вибув \| \| 2021 \| 3 \| Еттан \| Північ \| 2 \| Плей-оф на підвищення - Підвищився \| \| 2022 \| 2 \| Супереттан \| \| 16 \| Вибув \| \| 2023 \| 3 \| Еттан \| Північ \| 3 \| \| \| 2024 \| 3 \| Еттан \| Північ \| \| \| * Реорганізація ліг 2006 року призвела до створення нової 3-ї ліги та змін у територіальному поділі нижчих футбольних дивізіонів Швеції. |        |             |                    |       |                                    |
| Сезон | Рівень | Ліга        | Підгрупа           | Місце | Примітки                           |
| 2005 | 7      | Дивізіон 6  | Центральна Даларна | 1     | Підвищився                         |
| 2006* | 7      | Дивізіон 5  | Південна Даларна   | 1     | Підвищився                         |
| 2007 | 6      | Дивізіон 4  | Даларна            | 1     | Підвищився                         |
| 2008 | 5      | Дивізіон 3  | Південний Норрланд | 1     | Підвищився                         |
| 2009 | 4      | Дивізіон 2  | Північний Свеаланд | 1     | Підвищився                         |
| 2010 | 3      | Дивізіон 1  | Північ             | 6     |                                    |
| 2011 | 3      | Дивізіон 1  | Північ             | 4     |                                    |
| 2012 | 3      | Дивізіон 1  | Північ             | 8     |                                    |
| 2013 | 3      | Дивізіон 1  | Північ             | 2     | Плей-оф на підвищення              |
| 2014 | 3      | Дивізіон 1  | Північ             | 3     |                                    |
| 2015 | 3      | Дивізіон 1  | Північ             | 1     | Підвищився                         |
| 2016 | 2      | Супереттан  |                    | 4     |                                    |
| 2017 | 2      | Супереттан  |                    | 2     | Підвищився                         |
| 2018 | 1      | Аллсвенскан |                    | 15    | Вибув                              |
| 2019 | 2      | Супереттан  |                    | 8     |                                    |
| 2020 | 2      | Супереттан  |                    | 14    | Плей-оф на вибування - Вибув       |
| 2021 | 3      | Еттан       | Північ             | 2     | Плей-оф на підвищення - Підвищився |
| 2022 | 2      | Супереттан  |                    | 16    | Вибув                              |
| 2023 | 3      | Еттан       | Північ             | 3     |                                    |
| 2024 | 3      | Еттан       | Північ             |       |                                    |